# 布勒纳克
布勒纳克（法語：Brenac，法語發音：[bʁənak]）是法国奥德省的一个旧市镇，属于利穆区。2016年1月1日，布勒纳克与市镇基扬合并为新的基扬。

## 地理
布勒纳克（42°53'28"N, 2°9'13"E）面积13.66 平方千米，位于法国奧克西塔尼大區奥德省，该省份为法国南部沿海省份，北起塔恩省，西北接上加龙省，西接阿列日省，南至东比利牛斯省，东临地中海，东北与埃罗省接壤。
与布勒纳克接壤的市镇（或旧市镇、城区）包括：库东、法村、内比亚斯、皮韦尔、基扬、鲁沃纳克。
布勒纳克的时区为UTC+01:00、UTC+02:00（夏令时）。

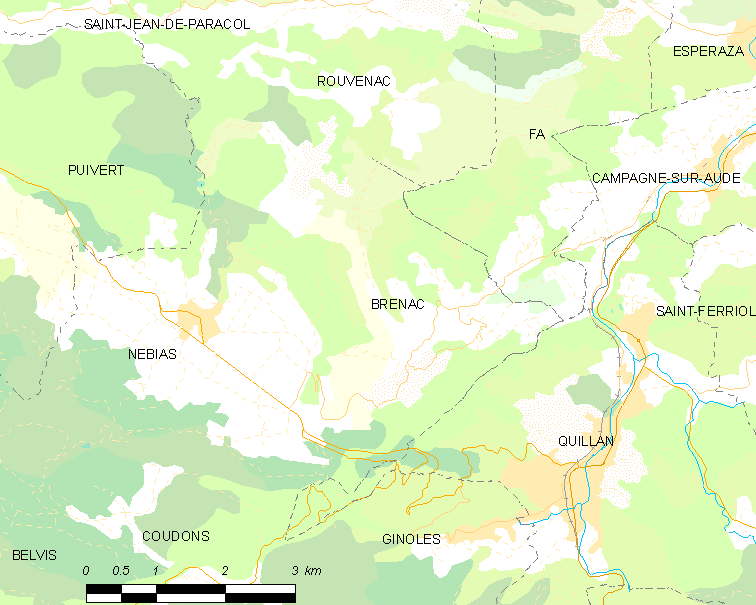
布勒纳克的OSM定位图

## 行政
布勒纳克的邮政编码为11500，INSEE市镇编码为11050。

## 政治
布勒纳克所属的省级选区为上奥德河谷县。

## 人口

1962-2008年间布勒纳克人口变化图示

布勒纳克于2018年1月1日时的人口数量为219人。